# 二十一世紀の起源
『二十一世紀の起源』（仏語L'Origine du XXIème siècle）は、ジャン＝リュック・ゴダール監督による、2000年製作のフランスの短篇映画である。第53回カンヌ国際映画祭の要請により、カナル・プリュスの提供によってつくられ、2000年5月10日、同映画祭開会式で上映された。ゴダールの20世紀最後の作品であり、2000年代の最初の作品である。

## 概要
20世紀の最後の年、2000年の第53回カンヌ国際映画祭開会式で上映されるべく、本作はゴダールに発注された。『ゴダールの映画史』（1988年 - 1998年）にも出資したフランスのテレビ局カナル・プリュスが出資し、『ヌーヴェルヴァーグ』（1990年）以来のゴダールの製作上のパートナー、ルート・ヴァルトブルゲールのヴェガ・フィルム社が本作を製作した。
1998年に10年がかりの大作『映画史』を完成したゴダールは、同様のアーカイヴ・フッテージのモンタージュで本作をつくる。「1990年」「1975年」「1960年」「1945年」「1930年」「1915年」「1900年」と15年ごとに遡るが、「わたしたちの人生のもっともうつくしい時代（Les plus belles année de notre vies）」のどのときにも、わたしたち人類は戦争を戦っていたことを思い知らされる。冒頭にタイトル『L'Origine du XXIème siècle』が大文字で表示されるとき、「わたしにとって pour moi」という文字が示される。あくまでもゴダールの私論なのである。
スタンリー・キューブリック監督の『シャイニング』（1980年）、ゴダール監督の『2人の子どもフランス漫遊記』（共同監督アンヌ＝マリー・ミエヴィル、1977年 - 1978年）や『勝手にしやがれ』のパトリシア・フランキーニ（ジーン・セバーグ）のラストショット、マックス・オフュルス監督の『快楽』（1952年）の最後の挿話、ロジェ・レーナルト監督の『最後のバカンス』（1947年）、アンドレ・マルロー監督の『希望』（L'Espoir1939年 - 1945年）、カール・ドライヤーの『吸血鬼』（1932年）など数々のフィクションと、ボスニア・ヘルツェゴビナ紛争、ベトナム戦争、第二次世界大戦などの戦争や、レーニンの葬儀、アドルフ・ヒトラーのカラープリントなど数々のニュースリール、そして『映画史』にも紛れ込んでいたようなポルノ画像がモンタージュされる。
電子音楽で知られるハンス・オッテのピアノ曲が流れるのは、ドイツのレコード会社ECMと、フランソワ・ミュジーとゴダールの蜜月関係による。ボリス・ヴィアンも愛したSF作家A・E・ヴァン・ヴォークト、労働問題を専門とする社会学者アンリ・ヴァカン、ノーベル文学賞を受賞した哲学者アンリ・ベルクソン、ナチスのニーチェ濫用を早期に指摘した思想家ジョルジュ・バタイユ、王権神授説を唱えた17世紀の神学者ジャン＝ベニーニュ・ボシュエ、そして20世紀後半の寡作で孤高の小説家ピエール・ギュヨタのテクストが読み上げられる。読み上げるのはギュヨタであり、女優イザベル・ユペールの夫でゴダールの友人であるロナルド・アリエル・シャマの声である。
本作は、2006年6月27日、ドイツのECMレコードから全世界発売されたゴダールとアンヌ＝マリー・ミエヴィルの短編集DVD（Four Short Films / Quatre Films Courts）に収録された。

## 作品データ
カラー作品（イーストマン・カラー） / 上映時間 13分 / 上映サイズ1:1.37（スタンダード・サイズ）

## スタッフ・キャスト
- 監督　ジャン＝リュック・ゴダール
- 音楽　ハンス・オッテ
- 脚本　ジャン＝リュック・ゴダール
- テクスト　A・E・ヴァン・ヴォークト、アンリ・ヴァカン、アンリ・ベルクソン、ジョルジュ・バタイユ、ジャン＝ベニーニュ・ボシュエ、ピエール・ギュヨタ
- 声の出演　ピエール・ギュヨタ、ロナルド・アリエル・シャマ
- 撮影　ジュリアン・イルシュ
- 編集　ジャン＝リュック・ゴダール
- 音響　フランソワ・ミュジー、ガブリエル・ハフナー
- 製作会社　ヴェガ・フィルム
- 提供　カナル・プリュス